# Alba (Tulcea)
Alba (antiguamente Accadîn) es una localidad rumana de la comuna de Izvoarele, en el condado de Tulcea.

## Toponimia
El antiguo nombre del lugar puede encontrarse escrito con grafías como Accadîn y Ak-Kadin. Pasó a llamarse Alba.

## Historia
Hacia finales del siglo XIX, la localidad, que ya por entonces pertenecía al condado de Tulcea, formaba parte de la comuna de Alibeichioi y tenía contabilizada una población de 370 habitantes, principalmente rumanos, además de unos pocos griegos y turcos.
En la segunda mitad del siglo XX había pasado a formar parte de la comuna de Izvoarele. En el censo de 2021 la localidad tenía una población de 191 habitantes.